# Simon Schatzberger
Simon Schatzberger (nascido em 1966 em Suffolk) é um ator inglês de origem judaica. Ele já apareceu em vários programas de televisão em papéis incluindo Your Mother Wouldn't Like It, Press Gang, Audrey and Friends, Comin' Atcha!, Band of Brothers, Black Books, Doctors e The Cottage. Ele também apareceu em dois episódios de EastEnders, como um rabino, em dezembro de 2008.